# Akiba ha-Kóhén
Akiba ha-Kohen (? – Prága, 1496) talmudtudós.

## Élete
Budán Mendel Jakab zsidó prefektus mellett játszott jelentős szerepet az ottani zsidó hitközségben. Vallásos buzgalma, gazdagsága és jótékonysága miatt igen népszerű volt a közösségben, „nászi"-nak, azaz fejedelemnek nevezték. Szerepet játszott a királyi udvarban is, de vagyona, illetve befolyása ellenszenvet keltett az országnagyokban iránta, akik megrágalmazták Mátyás király előtt. Nem tudjuk, hogy a király űzte-e el, vagy jószántából hagyta-e el Magyarországot, de nemsokára már Prágában szerepel egy Talmud-iskola élén, amelyet ő alapított. Itt is áskálódtak ellene, úgyhogy háromszor is menekülnie kellett. Házasságából tizenkét fia és tizenhárom leánya született, leányait mind Áron főpap leszármazottaihoz, azaz kohanitákhoz adta feleségül. Egyik veje, Jochebed nevű leányának férje rabbi Sábtái volt, korának egyik legkiválóbb talmudistája. A családnak ebből az ágából a zsidó irodalom több kiválósága származott, így többek közt a híres tudós, Edels Sámuel (Meharsa) is. Akibát a prágai zsidó temetőben temették el, élete végéig teológiai tekintély hírében állt, s még halála után százötven évvel is hivatkoztak rá.